# Елена Пампулова
Елена Пампулова (також Елена Пампулова-Ваґнер, Елена Пампулова-Берґомі, 17 травня 1972 — 19 квітня 2023) — колишня болгарська тенісистка. Здобула один одиночний та три парні титули туру WTA. Найвищу одиночну позицію світового рейтингу — 62 місце досягла 9 вересня 1996, парну — 38 місце — 23 вересня 1996 року.
В Кубку Федерації рахунок перемог-поразок становить 8–8. Завершила кар'єру 2001 року.

## Фінали турнірів WTA

### Одиночний розряд: 2 (1 титул, 1 поразка)
| Легенда                       |
| ----------------------------- |
| Турніри Великого шолома (0–0) |
| Tier I турніри (0–0)          |
| Tier II турніри (0–0)         |
| Tier III турніри (0–0)        |
| Tier IV турніри (1–1)         |
| Tier V турніри (0–0)          |

| Фінали за покриттям |
| ------------------- |
| Тверде (1–0)        |
| Ґрунт (0–1)         |
| Трава (0–0)         |
| Килим (0–0)         |

| Результат | W–L | Дата | Турнір                                      | Tier    | Покриття | Опонент          | Рахунок       |
| --------- | --- | ---- | ------------------------------------------- | ------- | -------- | ---------------- | ------------- |
| Перемога  | 1–0 | 1994 | Commonwealth Bank Tennis Classic, Індонезія | Tier IV | Тверде   | Суґіяма Ай       | 2–6, 6–0 ret. |
| Поразка   | 1–1 | 1998 | Orange Warsaw Open, Польща                  | Tier IV | Ґрунт    | Генрієта Надьова | 3–6, 7–5, 1–6 |

### Парний розряд: 8 (3 титули, 5 поразок)
| Легенда                       |
| ----------------------------- |
| Турніри Великого шолома (0–0) |
| Tier I турніри (0–0)          |
| Tier II турніри (0–0)         |
| Tier III турніри (1–0)        |
| Tier IV турніри (2–3)         |
| Tier V турніри (0–2)          |

| Фінали за покриттям |
| ------------------- |
| Тверде (0–1)        |
| Ґрунт (3–4)         |
| Трава (0–0)         |
| Килим (0–0)         |

| Результат | W–L | Дата     | Турнір                                                | Tier     | Покриття | Партнер          | Опоненти                         | Рахунок            |
| --------- | --- | -------- | ----------------------------------------------------- | -------- | -------- | ---------------- | -------------------------------- | ------------------ |
| Поразка   | 0–1 | 1989     | Sofia, Болгарія                                       | Tier V   | Ґрунт    | Зілке Маєр       | Лаура Гарроне Лаура Голарса      | 4–6, 5–7           |
| Поразка   | 0–2 | Вер 1989 | Афіни, Греція                                         | Tier V   | Ґрунт    | Зілке Маєр       | Сандра Чеккіні Патрісія Тарабіні | 6–4, 4–6, 2–6      |
| Поразка   | 0–3 | 1996     | ECM Prague Open, Чехія                                | Tier IV  | Ґрунт    | Ева Мартінцова   | Каріна Габшудова Гелена Сукова   | 6–3, 3–6, 2–6      |
| Перемога  | 1–3 | 1996     | Warsaw Open, Польща                                   | Tier III | Ґрунт    | Лугіна Ольга     | Александра Фусаї Лаура Гарроне   | 1–6, 6–4, 7–5      |
| Поразка   | 1–4 | 1997     | ASB Classic, Нова Зеландія                            | Tier IV  | Тверде   | Александра Ольша | Жанетта Гусарова Домінік Монамі  | 2–6, 7–6(7–5), 3–6 |
| Поразка   | 1–5 | 1997     | Hungarian Ladies Open, Угорщина                       | Tier IV  | Ґрунт    | Ева Мартінцова   | Аманда Кетцер Александра Фусаї   | 3–6, 1–6           |
| Перемога  | 2–5 | 1998     | Internazionali Femminili di Tennis di Palermo, Італія | Tier IV  | Ґрунт    | Павліна Нола     | Барбара Шетт Патті Шнідер        | 6–4, 6–2           |
| Перемога  | 3–5 | 1999     | Knokke-Heist, Бельгія                                 | Tier IV  | Ґрунт    | Ева Мартінцова   | Євгенія Куликовська Сандра Начук | 3–6, 6–3, 6–3      |

## Фінали ITF

### Одиночний розряд: 14 (12 титулів, 2 поразки)
| Легенда          |
| ---------------- |
| Турніри $100,000 |
| Турніри $75,000  |
| Турніри $50,000  |
| Турніри $25,000  |
| Турніри $10,000  |

| Фінали за покриттям |
| ------------------- |
| Тверде (6–0)        |
| Ґрунт (5–1)         |
| Трава (0–0)         |
| Килим (1–1)         |

| Результат | W–L  | Дата     | Турнір                           | Tier   | Покриття   | Опонент              | Рахунок       |
| --------- | ---- | -------- | -------------------------------- | ------ | ---------- | -------------------- | ------------- |
| Перемога  | 1–0  | Жов 1988 | ITF Баден, Швейцарія             | 10,000 | Тверде (i) | Катажина Новак       | 6–1, 6–1      |
| Перемога  | 2–0  | Гру 1988 | ITF Melbourne, Австралія         | 10,000 | Тверде     | Xóchitl Escobedo     | 7–6(7–3), 6–2 |
| Перемога  | 3–0  | Тра 1989 | ITF Athens, Греція               | 10,000 | Ґрунт      | Дора Рангелова       | 6–1, 6–7, 6–1 |
| Перемога  | 4–0  | Лип 1989 | ITF Ерланген, Західна Німеччина  | 25,000 | Ґрунт      | Вілтруд Пробст       | 6–1, 2–6, 6–3 |
| Перемога  | 5–0  | Сер 1989 | ITF Будапешт, Угорщина           | 25,000 | Ґрунт      | Зільке Франкль       | 6–4, 6–7, 6–0 |
| Перемога  | 6–0  | Лип 1990 | ITF Файгінген, Західна Німеччина | 25,000 | Ґрунт      | Дениса Крайчовичова  | 6–3, 6–3      |
| Поразка   | 6–1  | Лис 1992 | ITF Nottingham, Great Britain    | 25,000 | Килим (i)  | Олена Макарова       | 6–3, 2–6, 5–7 |
| Поразка   | 6–2  | Бер 1994 | ITF Reims, Франція               | 25,000 | Ґрунт (i)  | Катерін Моте-Жобкель | 1–6, 2–6      |
| Перемога  | 7–2  | Жов 1994 | ITF Jakarta, Індонезія           | 50,000 | Ґрунт      | Наґано Хіромі        | 6–4, 6–1      |
| Перемога  | 8–2  | Гру 1995 | ITF Limoges, Франція             | 50,000 | Тверде (i) | Paula Hermida        | 7–5, 6–3      |
| Перемога  | 9–2  | Лют 1996 | ITF Redbridge, Great Britain     | 25,000 | Тверде (i) | Іноуе Харука         | 6–4, 6–4      |
| Перемога  | 10–2 | Бер 1996 | ITF Southampton, Great Britain   | 50,000 | Килим (i)  | Ізабель Демонжо      | 6–3, 4–6, 6–4 |
| Перемога  | 11–2 | Кві 1996 | ITF Murcia, Іспанія              | 75,000 | Ґрунт      | Патті Шнідер         | 6–4, 6–3      |
| Перемога  | 12–2 | Бер 1998 | ITF Woodlands, США               | 25,000 | Тверде     | Анна Смашнова        | 2–6, 6–1, 7–5 |

### Парний розряд: 13 (8 титулів, 5 поразок)
| Легенда          |
| ---------------- |
| Турніри $100,000 |
| Турніри $75,000  |
| Турніри $50,000  |
| Турніри $25,000  |
| Турніри $10,000  |

| Фінали за покриттям |
| ------------------- |
| Тверде (3–2)        |
| Ґрунт (3–2)         |
| Трава (0–0)         |
| Килим (2–1)         |

| Результат | W–L | Дата     | Турнір                        | Tier   | Покриття   | Партнер             | Опоненти                              | Рахунок            |
| --------- | --- | -------- | ----------------------------- | ------ | ---------- | ------------------- | ------------------------------------- | ------------------ |
| Поразка   | 0–1 | Гру 1988 | ITF Melbourne, Австралія      | 10,000 | Тверде     | Крістін Годрідж     | Natalia Leipus Бернадетте Рендалл     | 4–6, 7–6(7–5), 2–6 |
| Перемога  | 1–1 | Кві 1989 | ITF Bari, Італія              | 10,000 | Ґрунт      | Маріон Маруска      | Andrea Noszály Eva-Maria Schürhoff    | w/o                |
| Перемога  | 2–1 | Чер 1992 | ITF Модена, Італія            | 25,000 | Ґрунт      | Руксандра Драгомір  | Александра Фусаї Natalie Tschan       | 6–3, 7–6(7–5)      |
| Поразка   | 2–2 | Лип 1992 | ITF Vaihingen, Німеччина      | 25,000 | Ґрунт      | Йоаннетта Крюгер    | Ева Мартінцова Павліна Райзлова       | 4–6, 0–6           |
| Поразка   | 2–3 | Лис 1992 | ITF Manchester, Great Britain | 25,000 | Килим (i)  | Natalie Tschan      | Олена Лиховцева Олена Макарова        | 3–6, 4–6           |
| Перемога  | 3–3 | Лис 1992 | ITF Nottingham, Great Britain | 25,000 | Килим (i)  | Ельс Калленс        | Руксандра Драгомір Іріна Спирля       | 7–6(7–3), 6–4      |
| Перемога  | 4–3 | Кві 1993 | ITF Limoges, Франція          | 25,000 | Килим (i)  | Сільвія Фаріна-Елія | Стефані Ріс Деніелл Скотт             | 6–2, 6–7(5–7), 6–2 |
| Перемога  | 5–3 | Жов 1993 | ITF Пуатьє, Франція           | 25,000 | Тверде (i) | Лугіна Ольга        | Ельс Калленс Нансі Фебер              | 6–4, 3–6, 6–3      |
| Перемога  | 6–3 | Гру 1994 | ITF Cergy-Pontoise, Франція   | 50,000 | Тверде (i) | Анжелік Олів'є      | Kateřina Sisková Ева Меліхарова       | 6–1, 6–4           |
| Перемога  | 7–3 | Жов 1995 | ITF Lakeland, США             | 50,000 | Тверде     | Ева Мартінцова      | Сандра Качіч Трейсі Мортон-Роджерс    | 1–6, 6–2, 6–1      |
| Поразка   | 7–4 | Гру 1995 | ITF Limoges, Франція          | 50,000 | Тверде (i) | Ева Мартінцова      | Ева Меліхарова Гелена Вілдова         | 3–6, 6–0, 4–6      |
| Перемога  | 8–4 | Сер 1997 | ITF Makarska, Хорватія        | 75,000 | Ґрунт      | Ольга Лугіна        | Марія Головизніна Євгенія Куликовська | 5–7, 7–5, 7–5      |
| Поразка   | 8–5 | Кві 1998 | ITF Prostějov, Чехія          | 75,000 | Ґрунт      | Ольга Лугіна        | Ленка Ценкова Kateřina Sisková        | 4–6, 6–4, 4–6      |

## Fed Cup
Elena Pampoulova debuted for the Bulgaria Fed Cup team in 1988. She has a 5–6 singles record and a 3–2 doubles record (8–8 overall).

### Одиночний розряд (5–6)
| Edition                      | Раунд | Дата           | Супротивник | Покриття | Опонент                  | W/L | Результат          |
| ---------------------------- | ----- | -------------- | ----------- | -------- | ------------------------ | --- | ------------------ |
| 1988 World Group I           | QR    | 4 грудня 1988  | Філіппіни   | Тверде   | Sarah Rafael             | W   | 6–3, 6–2           |
| 1988 World Group I           | R1    | 5 грудня 1988  | Швеція      | Тверде   | Катаріна Ліндквіст       | L   | 5–7, 3–6           |
| 1988 World Group I           | PO    | 6 грудня 1988  | Мальта      | Тверде   | Carol Cassar-Torreggiani | W   | 7–6(7–5), 6–3      |
| 1988 World Group I           | PO    | 7 грудня 1988  | Нідерланди  | Тверде   | Бренда Шульц-Маккарті    | L   | 6–4, 6–7(5–7), 5–7 |
| 1990 World Group I           | QR    | 21 липня 1990  | Філіппіни   | Тверде   | Sarah Castillejo         | W   | 6–2, 6–0           |
| 1990 World Group I           | R1    | 22 липня 1990  | Австрія     | Тверде   | Юдіт Візнер              | L   | 0–6, 0–6           |
| 1990 World Group I           | PO    | 23 липня 1990  | Норвегія    | Тверде   | Amy Jonsson-Råholt       | W   | 6–4, 6–3           |
| 1990 World Group I           | PO    | 24 липня 1990  | Бразилія    | Тверде   | Клаудія Чабалгойті       | L   | 2–6, 6–2, 4–6      |
| 1992 World Group I Play-offs | PO    | 17 липня 1992  | Угорщина    | Ґрунт    | Анна Фелденьї            | L   | 4–6, 2–6           |
| ↓ Representing Німеччина ↓   |       |                |             |          |                          |     |                    |
| 1999 World Group II          | ЧФ    | 24 квітня 1999 | Японія      | Ґрунт    | Асагое Сінобу            | L   | 6–7(6–8), 1–6      |
| 1999 World Group II          | ЧФ    | 25 квітня 1999 | Японія      | Ґрунт    | Саекі Міхо               | W   | 7–6(10–8), 6–3     |

### Парний розряд (3–2)
| Edition                      | Раунд | Дата           | Партнер           | Супротивник | Покриття   | Опоненти                         | W/L | Результат          |
| ---------------------------- | ----- | -------------- | ----------------- | ----------- | ---------- | -------------------------------- | --- | ------------------ |
| 1988 World Group I           | R1    | 5 грудня 1988  | Galia Angelova    | Швеція      | Тверде     | Юнна Юнеруп Марія Ліндстрем      | L   | 6–2, 6–7(5–7), 1–6 |
| 1990 World Group I           | PO    | 23 липня 1990  | Дора Рангелова    | Норвегія    | Тверде     | Амі Єнссон-Råholt Astrid Sunde   | W   | 4–6, 6–2, 6–3      |
| 1992 World Group I Play-offs | RPO   | 16 липня 1992  | Магдалена Малеєва | Румунія     | Тверде     | Руксандра Драгомір Іріна Спирля  | L   | 6–7(5–7), 2–6      |
| 1992 World Group I Play-offs | RPO   | 17 липня 1992  | Катарина Малеєва  | Угорщина    | Тверде     | Віраг Чурго Kata Györke          | W   | 7–6(8–6), 4–6, 6–1 |
| ↓ Representing Німеччина ↓   |       |                |                   |             |            |                                  |     |                    |
| 1997 World Group I           | ЧФ    | 2 березня 1997 | Барбара Ріттнер   | Чехія       | Тверде (I) | Ева Мартінцова Людмила Ріхтерова | W   | 7–6(7–3), 6–2      |

## Виступи в одиночних турнірах Великого шолома
| Турнір                                 | 1988 | 1989 | 1990 | 1991 | 1992 | 1993 | 1994 | 1995 | 1996 | 1997 | 1998 | 1999 | 2000 | 2001 | Career W–L |
| -------------------------------------- | ---- | ---- | ---- | ---- | ---- | ---- | ---- | ---- | ---- | ---- | ---- | ---- | ---- | ---- | ---------- |
| Відкритий чемпіонат Австралії з тенісу |      |      | 2р   |      |      |      |      | 1р   |      | 1р   | 2р   | 2р   |      |      | 3–5        |
| Відкритий чемпіонат Франції з тенісу   |      |      | 2р   | 1р   |      | К1р  | К1р  | 1р   | 1р   | 1р   | 2р   | 2р   | К3р  |      | 3–7        |
| Вімблдонський турнір                   |      |      |      | 2р   |      |      |      | 1р   | 1р   |      | 1р   | 3р   |      |      | 3–5        |
| Відкритий чемпіонат США з тенісу       |      |      | 1р   |      |      |      |      | 1р   | 2р   | 3р   | 1р   | 1р   |      |      | 3–6        |
| Перемоги-Поразки                       | 0–0  | 0–0  | 2–3  | 1–2  | 0–0  | 0–0  | 0–0  | 0–4  | 1–3  | 2–3  | 2–4  | 4–4  | 0–0  | 0–0  | 12–23      |